# Asphondylia bacchariola
Asphondylia bacchariola är en tvåvingeart som beskrevs av Gagne 1995. Asphondylia bacchariola ingår i släktet Asphondylia och familjen gallmyggor. Inga underarter finns listade i Catalogue of Life.